# فيوليتا سلوفيتش
فيوليتا سلوفيتش (من مواليد 30 أغسطس 1991) لاعبة كرة قدم صربية في مركز الدفاع تلعب في الدوري الصربي الأول لفريق زد إف كيه سبارتاك سوبوتيكا، والتي ظهرت بها لأول مرة في دوري أبطال أوروبا في أغسطس 2011. وفي النسخة التالية سجلت هدف الفوز. على بارنو جي كيه الذي شهد تأهل سبارتاك إلى دور 32 لأول مرة. حصلت على الكرة الذهبية المقدمة من الاتحاد كرة القدم الصربي كأفضل لاعبة كرة قدم صربية لعام 2023.